# Tây Vu vương

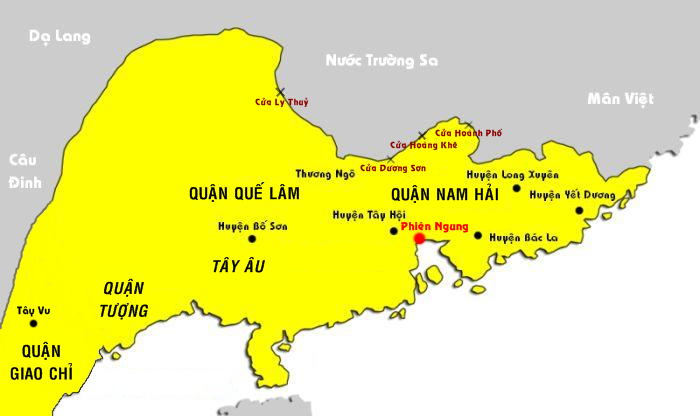
Vị trí đất tự trị Tây Vu (trị sở đặt tại Cổ Loa) trên bản đồ nước Nam Việt

Tây Vu vương (chữ Hán: 西于王; mất năm 111 trước công nguyên (TCN)) là một tước phong thủ lĩnh thời Triệu, được một số sử gia cho là người đã lãnh đạo nhân dân Giao Chỉ chống lại sự xâm lăng của Nhà Hán (còn gọi là Nhà Tây Hán). Ông được triều đình nhà Triệu phong đất ở Tây Vu với trung tâm là Cổ Loa.

## Ghi chép
Hán thư, Quyển 95, mục Tây Nam Di Lưỡng Việt Triều Tiên truyện, chép: "故甌駱將左黃同斬西于王，封爲下鄜侯"; Hán-Việt: Cổ Âu Lạc tướng tả Hoàng Đồng trảm Tây Vu vương, phong vi Hạ Phu hầu, tức "Tả tướng Hoàng Đồng của xứ Âu Lạc xưa chém Tây Vu vương, nên được phong làm Hạ Phu hầu".
Hán thư, phần Cảnh Vũ Chiêu Tuyên Nguyên Thành công thần biểu, chép rằng: "Hạ Phu hầu Hoàng Đồng làm Tả tướng của xứ Âu Lạc ngày trước chém Tây Vu vương, có công phong tước Hầu, thực ấp bảy trăm hộ. Ngày Đinh Dậu tháng Tư [năm Nguyên Phong đầu tiên thời Vũ Đế (năm 110 TCN)] phong."
Sử ký, phần Kiến Nguyên dĩ lai hầu giả niên biểu, chép: "Hạ Li hầu vì làm Tả tướng của nước Âu Lạc chém Tây Vu vương có công được phong Hầu".

## Tiểu sử
Một số nhà sử học Việt Nam coi Tây Vu vương có thể là hậu duệ của An Dương Vương. Nhà sử học Trần Quốc Vượng cho rằng Tây Vu vương đã thiết lập nên một thái ấp hay chính quyền tự quản tại khu vực nay là Cổ Loa. Vào giai đoạn cuối của cuộc chiến tranh Hán–Nam Việt, Tả tướng Hoàng Đồng (黄同) của hai quận Giao Chỉ và Cửu Chân đã giết chết thủ lĩnh Tây Vu đang làm loạn để hàng Hán.